# Liamone (rivier)
Liamone is een rivier in Corsica, Frankrijk.
De 41 kilometer lange rivier mondt uit in de Middellandse Zee. Het voormalige departement Liamone is vernoemd naar deze rivier.